# 佩绍迪耶
佩绍迪耶（法語：Péchaudier，法語發音：[peʃodje]）是法国奥克西塔尼大区塔恩省的一个市镇，属于卡斯特尔区。

## 地理
佩绍迪耶（43°32'43"N, 1°56'42"E）面积6.8 平方千米，位于法国奧克西塔尼大區塔恩省，该省份为法国南部内陆省份，北起顺时针与阿韦龙省、埃罗省、奥德省、上加龙省和塔恩-加龙省接壤。
与佩绍迪耶接壤的市镇（或旧市镇、城区）包括：阿居特、屈克图尔扎、皮洛朗斯、圣塞尔南莱拉沃尔。

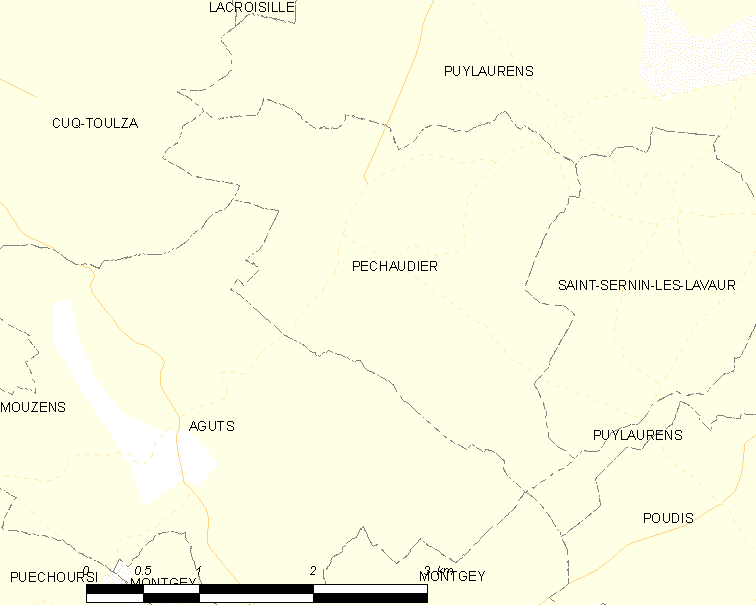
佩绍迪耶的OSM定位图

佩绍迪耶的时区为UTC+01:00、UTC+02:00（夏令时）。

## 行政
佩绍迪耶的邮政编码为81470，INSEE市镇编码为81205。

## 政治
佩绍迪耶所属的省级选区为拉沃尔-科卡涅县。

## 人口

1962-2008年间佩绍迪耶人口变化图示

佩绍迪耶于2022年1月1日时的人口数量为185人。